# Ben-Hur (phim 1959)
Ben-Hur là phim sử thi của Hoa Kỳ sản xuất năm 1959 do William Wyler đạo diễn, với các diễn viên Charlton Heston, Stephen Boyd, Jack Hawkins, Hugh Griffith và Haya Harareet. Phim này đã đoạt kỷ lục 11 giải Oscar, trong đó có Giải Oscar cho phim xuất sắc nhất. 
Được chuyển thể từ tiểu thuyết Ben-Hur: A Tale of the Christ năm 1880 của nhà văn Lew Wallace, kịch bản do Karl Tunberg viết với sự đóng góp của Maxwell Anderson, S. N. Behrman, Gore Vidal và Christopher Fry. Đây là phim tốn kém nhất tính tới thời điểm đó và cảnh dàn dựng là lớn nhất cho một phim. Phim có cuộc đua xe chariot (xe 2 bánh không mui do ngựa kéo) dài 9 phút, đã trở thành một trong các cảnh nổi tiếng nhất của điện ảnh. Phần nhạc phim do Miklós Rózsa sáng tác là khúc nhạc dài nhất được viết cho một phim và có ảnh hưởng rất cao trong điện ảnh hơn 15 năm sau.

## Cốt truyện
Năm 26 Công nguyên, Judah Ben-Hur (Charlton Heston đóng) là một ông hoàng và nhà buôn giàu có ở Jerusalem. Người bạn thời niên thiếu Messala (Stephen Boyd đóng), nay là quan bảo hộ (military tribun), từ La Mã tới làm người chỉ huy mới của đơn vị quân đội đồn trú ở Jerusalem. Messala tin vào vinh quang và quyền lực của đế quốc La Mã, trong khi Ben-Hur tận tụy với niềm tin của mình và quyền tự do của dân tộc Do Thái. Messala yêu cầu Ben-Hur cung cấp cho mình tên của những người Do Thái chỉ trích, chống đối người La Mã; nhưng Ben-Hur từ chối và nói với Messala là mình sẽ không giúp Messala để giết người Do Thái.
Ben-Hur sống với mẹ Miriam (Martha Scott đóng) và em gái Tirzah (Cathy O'Donnell đóng). Người nô lệ trung thành của họ Simonides (Sam Jaffe đóng) chuẩn bị một đám cưới được xếp đặt cho con gái mình là Esther (Haya Harareet đóng). Ben-Hur giải phóng (ách nô lệ) cho Esther như một món quà cưới, và khán giả được thấy là Ben-Hur và Esther yêu nhau.
Trong một cuộc diễu binh chào mừng tân tổng trấn Valerius Gratus của vùng Judea, có một viên ngói từ mái nhà của Ben-Hur rớt xuống, trúng phải tổng trấn Gratus khiến ông bị ngã ngựa và bị thương nặng. Mặc dù Messala biết rằng đó là một tai nạn, nhưng vẫn kết án Ben-Hur phải làm nô lệ chèo thuyến chiến (galley) và giam tù bà mẹ cùng em gái Ben-Hur. Bằng việc trừng phạt người bạn và là một công dân danh tiếng, Messala hy vọng sẽ dọa được dân chúng Do Thái. Ben-Hur thề sẽ trả thù. Khi toán nô lệ tới Nazareth thì Ben-Hur ngã quỵ xuống vì gần chết khát, nhưng một người thợ mộc địa phương (người mà khán giả nhận ra là Chúa Giêsu) đã mang nước cho chàng uống.
Sau 3 năm làm nô lệ chèo thuyền chiến, Ben-Hur được điều sang chèo thuyền chỉ huy của quan chấp chính La Mã Quintus Arrius (Jack Hawkins đóng), người được giao nhiệm vụ phá hủy đội tàu cướp biển Macedon. Viên chỉ huy chú ý tới tinh thần kỷ luật tự giác của người nô lệ (Ben-Hur) và muốn huấn luyện anh ta thành một đấu sĩ hoặc người đua xe chariot, nhưng Ben-Hur từ chối, nói rằng Chúa sẽ giúp mình.
Khi Quintus Arrius chuẩn bị trận chiến, ông ra lệnh xích các nô lệ chèo thuyền với nhau, riêng Ben-Hur thì không bị xích. Chiến thuyền của Arrius bị thuyền hải tặc đâm thủng và bị chìm, nhưng Ben-Hur tháo xích cho các nô lệ chèo thuyền, cứu sống Arrius và ngăn không cho ông ta tự sát, vì ông ta tin rằng trận chiến bị thất bại. Arrius được quy là có công trong chiến thắng của hạm đội La Mã, đã xin hoàng đế Tiberius (George Relph đóng) giải phóng ách nô lệ cho Ben-Hur, và nhận Ben-Hur làm con nuôi. Lấy lại được tự do và sự giàu có, Ben-Hur học theo văn hóa La Mã và nóng long muốn trở về gia đình và quê hương.
Khi trở về xứ Judea, Ben-Hur gặp Balthasar (Finlay Currie đóng) và chủ của ông ta, sheik Ả Rập Ilderim (Hugh Griffith đóng). Vị sheik giới thiệu với Ben-Hur bốn con ngựa Ả Rập trắng của mình và yêu cầu Ben-Hur lái xe quadriga (một xe chariot của đế quốc La Mã do 4 ngựa dàn hàng ngang kéo) chạy đua trước sự hiện diện của quan tổng trấn mới của xứ Judea là Pontius Pilatus (Frank Thring đóng). Lúc đầu Ben-Hur từ chối, nhưng sau khi biết có nhà vô địch đua xe chariot Messala tham gia cuộc đua, Ben-Hur đã đồng ý.
Ben-Hur nghe tin cuộc hôn nhân sắp đặt của Esther không xảy ra và cô vẫn còn yêu anh. Ben-Hur tới thăm Messala và yêu cầu anh ta phóng thích mẹ và em gái của mình, nhưng trước đó người La Mã phát hiện ra Miriam và Tirzah bị bệnh phong hủi trong nhà tù nên đã đuổi họ ra khỏi thành phố. Hai mẹ con bà yêu cầu Esther dấu chuyện họ bị phong hủi, không cho Ben-Hur biết, nên cô nói với chàng là mẹ và em gái chàng đã chết.
Ben-Hur tham gia cuộc đua xe chariot. Messala lái chiếc xe chariot có các lưỡi dao nhọn gắn trong ổ trục xe nhằm phá vỡ các xe đua khác. Trong một cuộc đua tàn bạo và dữ dội, Messala định phá xe của Ben-Hur (bằng cách áp sát cho các lưỡi dao ở ổ trục) phá tan xe của đối phương, nhưng ngược lại chính xe của Messala lại bị phá hủy khiến Messala bị thương trí mạng, còn Ben-Hur thì thắng cuộc đua. Trước khi chết, Messala nói với Ben-Hur là "cuộc đua chưa chấm dứt" và rằng Ben-Hur có thể tìm thấy gia đình mình "trong thung lũng của những người phong hủi, nếu anh còn có thể nhận ra họ".
Phim này có phụ đề là "A Tale of the Christ", nên bây giờ chúa Giêsu tái xuất hiện. Esther kể cho Ben-Hur biết Bài giảng trên núi, và chê trách việc cai trị của người La Mã đối với số phận gia đình chàng, Ben-Hur từ bỏ tài sản của mình và quốc tịch La Mã. Khi được tin là Tirzah sắp chết, Ben-Hur và Esther đưa cô và bà Miriam tới gặp chúa Giêsu, nhưng phiên tòa xử chúa Giêsu tại dinh tổng trấn Pilate đã bắt đầu.
Đã biết chúa Giêsu từ lần gặp gỡ trước (Chúa Giêsu mang nước cho anh ta uống ở Nazareth), Ben-Hur tìm cách cho chúa Giêsu uống nước khi Ngài vác thập giá trên con đường đau khổ (Via Dolorosa) lên đồi Calvary để chịu đóng đinh, nhưng các lính gác đã không cho phép.
Ben-Hur chứng kiến việc đóng đinh chúa Giêsu vào thập giá. Vào lúc chúa Giêsu tắt thở, thì Miriam và Tirzah được lành bệnh - cũng như tâm hồn và trái tim Ben-Hur - do một phép lạ. Anh nói với Esther rằng anh đã nghe thấy chúa Giêsu từ trên thập giá nói lời tha thứ cho những kẻ kết án Ngài: "Tôi cảm thấy lời của Ngài đã tước mất thanh kiếm khỏi tay tôi".
Phim kết thúc bằng cảnh quay các cây thập tự trống trơn trên đồi Calvary và người mục tử nhân lành cùng đoàn chiên của ông.

## Sản xuất
Ban đầu hãng MGM công bố việc làm lại phim Ben-Hur trong tháng 12 năm 1952, bề ngoài là một cách để tiêu khoản lợi nhuận bằng đồng lire của Ý (không đưa ra khỏi nước được).
Stewart Granger và Robert Taylor được cho là có cơ hội giành được vai chính. Chín tháng sau hãng MGM loan báo sẽ làm phim này theo dạng CinemaScope vào năm 1954. Tháng 11 năm 1953, hãng MGM loan báo đã giao cho nhà sản xuất Sam Zimbalist làm phim này và thuê Karl Tunberg viết kịch bản. Hãng phim thậm chí còn đi xa hơn khi công bố trong tháng 7 năm 1954 là phim này sẽ bắt đầu quay trong tháng 3 năm 1955 với 42 phần có lời thoại và 97 phần phông cảnh khác nhau. Tháng giêng năm 1955, hãng MGM nói đã thuê Sidney Franklin làm đạo diễn và kịch bản do Tunberg viết đã hoàn tất, việc quay phim sẽ được thực hiện ở Roma (Ý) và ở Tây Ban Nha, và rằng Marlon Brando sẽ đóng vai chính. Tuy nhiên việc sản xuất chưa bắt đầu.
Trên thực tế, trong tháng 9 năm 1955, Zimbalist (người vẫn cho rằng kịch bản của Tunberg đã hoàn tất) nói là khoản vốn 7 triệu dollar Mỹ sử dụng cho việc sản xuất trong 6 tới 7 tháng sẽ bắt đầu từ tháng 4 năm 1956 tại Israel hoặc Ai Cập bằng phương pháp màn ảnh rộng 65mm mới của hãng MGM. Nhưng đầu năm 1956, hãng MGM ngưng sản xuất.
Cuối thập niên 1950, tòa án quyết định buộc các hãng phim phải tự loại bỏ các chuỗi rạp chiếu phim và áp lực cạnh tranh của truyền hình đã gây ra khó khăn tài chính đáng kể cho hãng MGM. Trong một canh bạc để cứu hãng phim, và được gợi ý từ sự thành công của cuốn phim sử thi kinh Thánh "The Ten Commandments" (10 giới luật)  của hãng Paramount Pictures, năm 1957 người lãnh đạo hãng MGM Joseph Vogel đã tuyên bố là hãng sẽ làm lại phim sử thi Kinh Thánh "Ben-Hur" năm 1925 của mình. Ban giám đốc hãng MGM lại giao cho Sam Zimbalist, người đã sản xuất phim Quo Vadis được coi là phim hay nhất trong năm 1951.
Mặc dù ngân khoản dành cho phim Ben-Hur ban đầu là 7 triệu dollar Mỹ, đến tháng 2 năm 1958 được nói là lên tới 10 triệu dollar Mỹ, nhưng tới lúc bắt đầu quay phim trong tháng 5 năm 1958 đã lên tới 15 triệu dollar—khiến cho phim này trở thành phim đắt tiền nhất từ xưa tới thời điểm đó.

## Tiến trình viết kịch bản
Tiểu thuyết của Lew Wallace dài khoảng 550 trang. Zimbalist đã thuê một số nhà viết kịch bản rút gọn câu chuyện và viết thành kịch bản. Theo Gore Vidal, trong mùa xuân năm 1958 đã có trên 12 kịch bản khác nhau được nhiều nhà văn viết ra. Bản thân Vidal cũng được yêu cầu viết một kịch bản trong năm 1957, bị khước từ, và bị ngưng việc. Karl Tunberg là một trong những nhà văn cuối cùng viết kịch bản này. Ban đầu Zimbalist đã chọn đạo diễn Sidney Franklin điều khiển việc quay phim. Tunberg đã tham khảo ý kiến Franklin về kịch bản. Tunberg cắt hết phần diễn biến trong tiểu thuyết sau khi chúa Giêsu đã bị đóng đinh vào thập giá, bỏ đi tiểu truyện trong đó Ben-Hur giả chết và lập ra quân đội Do Thái để lật đổ ách thống trị của La Mã, và thay đổi cách thức mà các phụ nữ bị phong hủi được chữa lành (thay vì họ được chữa lành trong khi chúa Giêsu vào thành Jerusalem cách vinh quang trong ngày Chúa nhật Lễ Lá, thì các phụ nữ này được lành bệnh sau khi tình cờ ngâm mình trong nước mưa nhuốm máu chúa Giêsu sau khi bị đóng đinh). Phiên bản phim câm trước đây đã cho Esther xuất hiện sớm, thay vì giữa chừng như trong tiểu thuyết, và Tunberg cũng giữ nguyên như vậy trong bản thảo kịch bản. Nhưng Zimbalist không hài lòng với kịch bản của Tunberg, và cảm thấy như vậy là chán ngắt không thể "quay thành phim được".
Nỗ lực viết kịch bản đã đổi hướng khi Franklin bị bệnh phải từ bỏ công việc. Đầu năm 1957 Zimbalist mời William Wyler làm đạo diễn. Ban đầu, Wyler từ chối; nhưng Zimbalist yêu cầu ông hãy đọc kịch bản. Wyler đã đọc, và cảm thấy kịch bản này "rất sơ đẳng, không tinh vi" chẳng khá hơn một tác phẩm chán phèo và không độc đáo, thiếu đặc tính tốt, kết cấu kịch nghèo nàn và các nhân vật chính không hấp dẫn (chỉ là những "người hùng và nhân vật phản diện"). Tuy nhiên, Wyler tỏ ra quan tâm tới cảnh dàn dựng, nhất là cảnh đua xe chariot (không mô tả trong kịch bản). Zimbalist đã chỉ cho Wyler vài storyboard sơ đẳng về cuộc đua xe chariot. Wyler, người từng là một trong 30 phụ tá đạo diễn ở phim Ben-Hur năm 1925, bắt đầu tỏ ra quan tâm tới phim này. Zimbalist bảo Wyler: "Hãy quên cảnh đua xe chariot. Đó chỉ là một trò thứ yếu". Zimbalist nói rằng thách thức thực sự là làm sao đem lại cho cuốn phim một sự "toàn vẹn, chiều sâu, sự gắn bó chặt chẽ"—mọi cái mà chỉ William Wyler mới có thể mang lại cho cuốn phim, và vì thế mà Wyler được nổi tiếng. Zimbalist cũng bảo Wyler rằng hãng MGM sẽ tiêu tới 10 triệu dollar cho cuốn phim, và Wyler (có ấn tượng với ngân khoản lớn này) đã đồng ý xem xét lại kịch bản lần thứ hai. Càng nghĩ về câu chuyện, Wyler càng thấy có khả năng có thể thực hiện thành phim. Theo một bài tường thuật đăng trên báo New York Times, Wyler đã từ chối cho tới khi ông chắc chắn là mình đã có một nhân vật chính xuất sắc. Hãng MGM cho Wyler khởi sự quay phim. Tháng 4 năm 1957, các phương tiện truyền thông chủ đạo tường thuật là Wyler đã xem xét các nam diễn viên đóng vai chính người Ý, trong đó có Cesare Danova. Ngày 13.6.1957, hãng MGM vẫn chưa xác nhận là Wyler đã chính thức đảm nhiệm việc đạo diễn. Tuy nhiên, hãng phim nói là việc sản xuất sẽ bắt đầu trong tháng 3 năm 1958. Wyler đồng ý làm phim này trong tháng 9 năm 1957, mặc dù cho tới ngày 3.1.1958 hãng MGM chưa chính thức thuê đạo diễn. Dù vẫn còn thiếu một nam diễn viên chính, Wyler đã nhận công việc vì nhiều nguyên nhân: Ông được hứa khoản tiền lương căn bản 350.000 dollar cũng như 8% tổng thu nhập bán vé (hoặc 3% lợi nhuận, nếu cái nào lớn hơn), và ông lại muốn làm việc ở Roma (nơi ông đã quay cuốn Roman Holiday). Lương căn bản của ông ở thời điểm đó là khoản lương cao nhất từ trước tới nay cho một đạo diễn của một phim. Nhưng lý do cạnh tranh nghề nghiệp cũng đóng một vai trò. Wyler sau đó thừa nhận rằng ông muốn làm một "sử thi Kinh Thánh của một người tư duy" Trong những năm sau đó, William Wyler đùa rằng phải dùng một người Do Thái để làm một bộ phim hay về Chúa Kitô.
Wyler, cũng như Zimbalist, không hài lòng về kịch bản. Ông cảm thấy bản thảo của Tunberg quá nghiêng về đạo đức với những ngụ ý chính trị phương Tây. Zimbalist đã đưa thêm nhà soạn kịch S. N. Behrman rồi nhà soạn kịch Maxwell Anderson vào viết kịch bản. Behrman đã làm việc khoảng 1 tháng, nhưng không biết rõ ông đã đóng góp bao nhiêu vào phiên bản cuối cùng của kịch bản. Cả bài tường thuật đương thời trên tạp chí Films and Filmmaking của Anh cũng như Fred Kaplan - người viết viểu sử Vidal - đều cho rằng Anderson đã bị bệnh không thể tham gia viết kịch bản. Nhưng tờ báo New York Times tường thuật trong tháng 6 năm 1957 là Anderson có tham gia viết kịch bản, mặc dù năm 1959 có tin rằng Anderson bị bệnh nặng không thể viết được. Vào mùa xuân 1958 Gore Vidal nói rằng kịch bản phần lớn do Anderson và Behrman viết và gần như toàn bộ phần đối thoại là của Anderson với "văn phong rất thi vị"
Tạp chí Films and Filmmaking cho biết là thi sĩ kiêm nhà soạn kịch người Anh Christopher Fry được thuê thêm để viết kịch bản tiếp theo, đã khéo tạo ra vài cảnh quan trọng, rồi để lại cho Vidal kết thúc kịch bản. Tuy nhiên, phần lớn các nguồn (cả của chính Vidal) nói rằng Vidal kế tục Anderson, và rằng Fry chưa tham gia viết cho tới khi Vidal sắp sửa thôi viết. Fred Kaplan - người viết tiểu sử Vidal – nói rằng Fry được thuê đồng thời với Vidal, và rằng Zimbalist biết là Vidal sẽ chỉ tham gia viết kịch bản trong một thời gian ngắn trước khi trở về thành phố New York. Zimbalist hy vọng rằng Fry sẽ bắt đầu làm việc vào phần kết kịch bản và 2 nhà văn sẽ "mau chóng gặp nhau giữa đường". Vidal được ghi như nhà viết kịch bản vì Zimbalist thích ông ta và rất tin cậy ở tài khéo léo của ông. Vidal nói công việc chuẩn bị cho sản xuất phim này đã được tiến hành ở Ý, khi ông bay tới Rome vào đầu tháng 3 năm 1958 để gặp William Wyler. Vidal cho biết là Wyler chưa đọc kịch bản, và rằng khi ông ta đã đọc (theo yêu cầu của Vidal) trên chuyến bay từ Hoa Kỳ sang Ý, thì ông ta không hài lòng với phần đối thoại kiểu hiện đại. Vidal đã đồng ý sửa chữa kịch bản trong 3 tháng để không bị đình chỉ và hoàn thành hợp đồng của mình với hãng MGM, mặc dù Zimbalist thúc giục ông ở lại làm việc cho tới khi sản xuất xong. Vidal tìm kiếm một quyển sách viết về hoàng đế La Mã Julian ở thế kỷ thứ 4, và hiểu được rất nhiều điều về La Mã cổ xưa. Tuy nhiên, Wyler, hầu như không biết gì về thời kỳ đó, và dành hầu hết tháng 3 để chiếu gần như tất cả các bộ phim của Hollywood về La Mã cổ đại được gửi tới Ý cho ông ta.
Cách làm việc của Vidal là để kết thúc một cảnh và xem xét lại cảnh đó với Zimablist. Một khi Vidal và Zimbalist đã nhất trí thì cảnh đó sẽ được trao cho Wyler. Vidal nói ông giữ kết cấu kịch bản của Tunberg/Behrman/Anderson, nhưng viết lại gần như toàn bộ phần đối thoại. Vidal thừa nhận với William Morris trong tháng 3 năm 1959 rằng Fry đã viết lại hầu như 1/3 phần đối thoại mà Vidal đã thêm vào nửa đầu của kịch bản. Tuy nhiên, Vidal có làm một thay đổi cấu trúc. Kịch bản của Tunberg có một cảnh Ben-Hur đoàn tụ với Messala, và Vidal đã chia cảnh này thành 2, lúc đầu họ gặp lại nhau ở lâu đài Antonia rồi sau đó họ tranh luận ở nhà của Ben-Hur. Vidal cũng thêm vào vài chi tiết nhỏ như Ben-Hur mua một cái trâm cài tóc cho Tirzah và một con ngựa cho Messala. Vidal cho biết rằng ông đã sửa chữa nửa đầu tiên của kịch bản (tất cả mọi thứ cho tới cảnh cuộc đua xe chariot), và viết 10 phiên bản của cảnh Judah Ben-Hur đối mặt với Messala để xin trả tự do của gia đình mình.
Nhà văn viết kịch bản cuối cùng là Christopher Fry. Heston cho biết Fry là người đầu tiên được Wyler chọn để viết kịch bản, nhưng Zimbalist đã ép ông dùng Vidal. Dù Fry có viết kịch bản trước Vidal hay không, thì các nguồn tin đều đồng ý là Fry đã tới Roma trong đầu tháng 5 năm 1958 và làm việc 6 ngày mỗi tuần tại nơi quay phim, viết đi viết lại những câu thoại cũng như toàn bộ các cảnh cho tới khi cuốn phim kết thúc. Đặc biệt, Fry đã làm cho phần thoại tăng thêm vẻ hình thức và cổ xưa hơn một chút, mà không có nét khoa trương theo kiểu trung cổ. Ví dụ câu "How was your dinner?" (Bữa ăn của anh thế nào?) trở thành "Was the food not to your liking? (Thức ăn không hợp với khẩu vị của anh sao?)" Đầu tháng 6, Fry (làm việc ngược lại từ phần chót trở lại phần đầu) đã hoàn tất các cảnh cuối cùng của phim. Tuy nhiên nhà viết lịch sử điện ảnh Daniel Eagan cho biết là vì thời gian không còn nhiều nên Wyler đã ngưng tìm kiếm các cải tiến kịch bản để kịp hoàn tất cuốn phim.
Wyler nói rằng ông ta đã tìm cách ghi Tunberg và Fry là đồng tác giả kịch bản. Lúc đầu Tunberg đồng ý, nhưng sau đó đã đổi ý, khi Nghiệp đoàn nhà văn viết kịch bản Hoa Kỳ muốn điều tra vụ việc theo thông lệ. Tuy nhiên theo Gore Vidal và nhà viết sử điện ảnh Gary Giddins, thì Wyler đã tìm cách chỉ ghi tên Fry là nhà viết kịch bản.
Vụ tranh cãi về việc ai sẽ được ghi là người viết kịch bản đã nhanh chóng trở thành một vụ công khai. Theo báo New York Times, Vidal đã nghi ngờ quyết định ban đầu của Nghiệp đoàn nhà văn viết kịch bản về vấn đề ai được ghi là nhà viết kịch bản phim này. Nghiệp đoàn nhà văn viết kịch bản phân xử việc ghi tên người viết kịch bản theo hệ thống ghi tên của Nghiệp đoàn, và đã nhất trí ghi tên người viết kịch bản duy nhất cho Tunberg (người mà – do sự trùng hợp ngẫu nhiên – là cựu chủ tịch Nghiệp đoàn này). Cả đạo diễn William Wyler lẫn Sol C. Siegel, giám đốc sản xuất của hãng MGM, đều kháng nghị quyết định của Nghiệp đoàn. Tunberg đồng ý chia sẻ tên người viết kịch bản với người khác, nhưng Nghiệp đoàn khước từ thay đổi quyết định của mình. Wyler công khai vận động để Nghiệp đoàn đảo ngược quyết định của mình, cảm thấy rằng chính sách nội bộ đã khiến cho Nghiệp đoàn ghi một mình Tunberg là người viết kịch bản. Để trả đũa, Nghiệp đoàn đã quảng cáo trên các tờ báo thương mại buộc tội Wyler tìm cách làm suy yếu tính công minh và hệ thống phân xử việc ghi tên người viết kịch bản. Khi phim Ben-Hur được đề cử tranh giải Oscar trong nhiều thể loại, ngoại trừ thể loại kịch bản, thì Nghiệp đoàn đã cáo buộc Wyler tội gây trở ngại trong việc nêu tên Tunberg. Sau đó, khi Charlton Heston nhận giải Oscar cho nam diễn viên chính xuất sắc nhất, thì anh đã cảm ơn Christopher Fry trong lời phát biểu nhận giải. Nghiệp đoàn nhà văn viết kịch bản đã gửi một lá thư cho Heston cáo buộc anh ta đã cố ý đặt thành vấn đề nghi ngờ danh tiếng của Nghiệp đoàn và của Tunberg. Kịch bản cuối cùng dài 230 trang.

## Các vai diễn
- Charlton Heston vai Judah Ben-Hur
- Stephen Boyd vai Messala
- Martha Scott vai Miriam
- Cathy O'Donnell vai Tirzah Bat-Hur
- Haya Harareet vai Esther Bat-Simonides
- Sam Jaffe vai Simonides
- Jack Hawkins vai Quintus Arrius
- Hugh Griffith vai Sheik Ilderim
- Claude Heater (không ghi trong danh mục vai diễn) vai chúa Giêsu Kitô
- Finlay Currie vai Balthasar/Người thuật chuyện

### Phân vai diễn

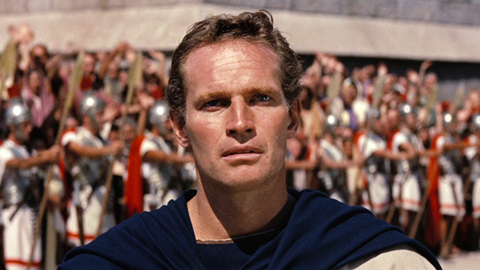
Charlton Heston đóng vai chính trong phim Ben-Hur.

Nhiều nam diễn viên khác đã được mời đóng vai Judah Ben-Hur trước Charlton Heston. Burt Lancaster cho biết ông đã khước từ vai này vì thấy kịch bản chán ngắt (một trong nhiều lý do khác). Paul Newman từ chối và nói rằng chân mình mặc áo dài thắt ngang lưng (toga) không đẹp. Marlon Brando, Rock Hudson, Geoffrey Horne, và Leslie Nielsen cũng được mời đóng vai này, cũng như một số nam diễn viên Ý rất vạm vỡ, đẹp trai (nhiều người trong số này không biết nói tiếng Anh). Trong số các nam diễn viên Ý đã được thử có Cesare Danova. Kirk Douglas quan tâm tới vai này, nhưng đã từ chối để dành cho Heston. Điều này đã gợi ý cho Douglas làm phim Spartacus một năm sau. Heston chính thức nắm vai diễn ngày 22.1.1958. Tiền lương của anh là 250.000 dollar cho 30 tuần lễ, cộng thêm một khoản tiền lương tính theo tỷ lệ cho mọi thời gian vượt quá 30 tuần lễ, và chi phí di chuyển cho gia đình anh.
Stephen Boyd được phân vai Messala, địch thủ của Ben-Hur, ngày 13.4.1958. Ban đầu William Wyler muốn Charlton Heston đóng vai này, nhưng đã buộc phải chuyển Heston sang đóng vai Judah Ben-Hur vì không tìm được ai thay thế. Wyler đã tìm cách lôi kéo Kirk Douglas đóng vai Ben-Hur, nhưng Douglas đã từ chối. Boyd đang là diễn viên ký hợp đồng với hãng 20th Century Fox khi Wyler tìm anh để đóng vai này. Vì đôi mắt của Heston màu xanh, nên Wyler đã cho Boyd mang đôi mắt kính màu nâu lồng vào con ngươi (contact lenses) như một cách tương phản giữa 2 nhân vật.
Wyler đã quyết định phân vai các nhân vật La Mã cho các diễn viên Anh, còn các vai các nhân vật Do Thái cho các diễn viên Mỹ để nhấn mạnh việc phân chia giữa 2 nhóm. Những nhân vật La Mã trong phim là những người quý tộc, do đó Wyler tin rằng khán giả người Mỹ sẽ coi giọng của người Anh như là giọng quý phái. Marie Ney ban đầu được phân vai Miriam, nhưng đã bị thải sau 2 ngày làm việc, vì cô không thể khóc đúng lúc (thích hợp). Heston nói rằng anh đã gợi ý cho Wyler là Martha Scott (người đã diễn vai mẹ của Moses (do Heston đóng) trong phim The Ten Commandments (10 giới luật)) có thể đóng vai Miriam. Scott đã được thuê ngày 17.7.1958. Cathy O'Donnell là chị (em) dâu của Wyler, và mặc dù sự nghiệp của cô đang xuống dốc (Ben-Hur là phim diễn xuất cuối cùng của cô) nhưng Wyler phân cho cô vai Tirzah. Có hơn 30 nữ diễn viên được nhắm cho vai Esther. Sắc đẹp kỳ lạ của nữ diễn viên người Israel Haya Harareet, một diễn viên điện ảnh tương đối mới nổi, được phân vai Esther ngày 16.5.1958, sau 30 giây diễn câm thử. Wyler gặp cô ở Liên hoan phim Cannes, và cô đã gây ấn tượng mạnh nơi ông bằng tài khéo đàm thoại và nhân cách của cô. Cả Zimbalist lẫn Wyler đều rất phấn khởi về dáng vẻ bề ngoài và diễn xuất của cô. Sam Jaffe được phân vai Simonides ngày 3.4.1958, chủ yếu vì ông đã nổi tiếng trong các vai tộc trưởng già thông thái trong một số phim. Finlay Currie được phân vai Balthasar trong cùng ngày với Sam Jaffe. Wyler đã phải thuyết phục Jack Hawkins xuất hiện trong phim này, sau khi Hawkins bày tỏ ý không muốn làm một phim sử thi khác ngay sau phim Cầu sông Kwai. Hawkins được phân vai diễn ngày 18.3.1958. Hugh Griffith, người đã được hoan hô trong thời hậu Chiến tranh thế giới thứ hai trong các vở hài kịch ở Ealing Studios, được phân vai hài Sheik Ilderim. Cuối cùng là Currie, người trước đây đã làm việc với Zimbalist trong phim Quo Vadis, đóng vai Thánh Phêrô.
Do tôn trọng thiên tính của Chúa Kitô, và phù hợp với sự yêu thích của tác giả Lew Wallace, Wyler đã quyết định trước khi bắt đầu sản xuất rằng khuôn mặt của Chúa Giêsu sẽ không được lộ rõ. Vai chúa Giêsu do Claude Heater đóng. Heater là một ca sĩ opera người Mỹ trình diễn ở Nhà hát nhạc kịch Vienne tại Roma khi anh được mời thử diễn xuất cho phim này. Anh không được ghi tên mình cho vai diễn.
Wyler đặt nặng tầm quan trọng ở việc biểu lộ đặc tính của nhân vật, chứ không ở ngoại hình hay lịch sử diễn xuất.
Hãng MGM đã mở văn phòng tuyển mộ diễn viên ở Roma từ giữa năm 1957 để tuyển 50.000 người vào các vai phụ và vai làm vì trong phim. Hãng loan báo là việc phân vai diễn cho các vai chính trong phim đã hoàn tất ngày 12.9.1958, khi Kamala Devi được phân vai Iris, con gái của Sheik Ilderim.

## Quay phim và biên tập
Robert Surtees, người đã quay nhiều phim sử thi rất thành công trong thập niên 1950 và là người đã làm việc với Sam Zimbalist trong phim Quo Vadis năm 1951, được thuê làm nhà quay phim này. Ngay từ lúc bắt đầu sản xuất, Zimbalist và các nhà điều hành hãng MGM đã quyết định quay phim này ở kích thước màn ảnh rộng.
Phim được quay theo phương pháp gọi là "MGM Camera 65". Phim Raintree County năm 1957 và phim Ben-Hur là 2 phim đầu tiên của hãng MGM được quay theo phương pháp này. Máy quay phim 65 của hãng MGM sử dụng bản phim màu đặc biệt 65mm với một aspect ratio 2.76:1. ống kính 70 mm anamorphic do công ty Mitchell Camera chế tạo. Các ống kính này nén hình ảnh xuống 1,25 lần cho hợp với diện tích hình ảnh của bản phim. Các hình ảnh 65mm được in trên bản phim 70mm. Khoảng trống còn dư 5mm của bản phim 70mm cho phép hãng phim sử dụng cho 6 rãnh mới âm thanh nổi, mà khán thính giả thời đó ít khi được nghe.
6 ống kính 70mm, mỗi cái trị giá 100.000 dollar, đã được chở bằng tàu thủy tới Roma để dùng quay phim này.
Việc quay phim chính bắt đầu từ ngày 18.5.1958, khi kịch bản còn chưa hoàn tất và Wyler mới chỉ đọc hết 10 trang đầu. William Wyler rời Hoa Kỳ sang Ý trong tháng 4 năm 1958, trước khi việc xử lý hậu sản xuất cuốn phim The Big Country của ông ta kết thúc 5 tháng sau đó. Wyler đã cho phép biên tập viên Robert Swink tự ý biên tập - kể cả việc quay phần kết thúc mới - cuốn phim "The Big Country" mà không cần hỏi ý kiến ông ta, vì ông rất bận trong việc quay phim Ben-Hur. Việc quay phim Ben-Hur mỗi ngày kéo dài từ 12 tới 14 giờ và 6 ngày mỗi tuần. Nhịp độ làm việc rất căng thẳng đến nỗi đã phải thuê một bác sĩ để tiêm vitamin B cho những ai có nhu cầu.
Việc quay 1.100.000 foot (340.000 m) phim. đã mất 9 tháng, trong đó có 3 tháng chỉ dành riêng cho cảnh đua xe chariot. Việc quay các cảnh chính kết thúc ngày 7.1.1959, bằng cảnh quay việc đóng đinh chúa Giêsu vào thập giá. Cảnh này đã mất 4 ngày mới xong. Việc xử lý sau sản xuất phải mất tới 6 tháng nữa.
Theo biên tập viên John Dunning, cuốn phim sau khi biên tập cắt giảm lần đầu còn dài 4 giờ 30 phút (tuy nhiên phương tiện truyền thông tường thuật trong tháng 3 năm 1959 là nó dài tới gần 5 giờ). William Wyler nói rằng mục tiêu của ông là thu gọn thời gian của cuốn phim lại trong vòng 3 giời rưỡi. Khi cuốn phim được biên tập hoàn chỉnh, thì nó dài đúng 19.000 foot (5.800 m) và chiếu hết 213 phút. Đây là cuốn phim dài thứ 3 từ trước tới thời điểm đó, sau phim Gone With The Wind (Cuốn theo chiều gió) và The Ten Commandments (Mười giới luật).

## Thiết kế sản xuất
Ý là sự lựa chọn hàng đầu của hãng MGM làm nơi sản xuất phim này, mặc dù một số nước khác như Pháp, Mexico, Tây Ban Nha và Vương quốc Anh cũng được xem xét đến. Xưởng phim Cinecittà Studios - một xưởng sản xuất điện ảnh rất lớn xây dựng từ năm 1937 ở ngoại ô thành phố Roma - đã sớm được xác định là nơi quay phim chính.
Việc chuẩn bị trước cho sản xuất (Pre-production) đã bắt đầu ở xưởng phim Cinecittà khoảng tháng 10 năm 1957. Ban Nghệ thuật của hãng MGM đã sản xuất hơn 15.000 bản vẽ, phác thảo trang phục, cảnh dựng, đồ dùng sân khấu, cùng những thứ cần dùng khác cho phim (chỉ riêng trang phục đã có tới 8.000 bản vẽ). 
Giữa tháng 1 năm 1958, hãng MGM nói rằng việc quay các cảnh ở Bắc Phi (sau đó được tiết lộ là ở Libya) sẽ khởi sự từ ngày 1.3.1958, và rằng đã thuê 200 con lạc đà và 2.500 con ngựa. Việc sản xuất được ấn định sẽ di chuyển về Roma ngày 1.4.1958, nơi Andrew Marton đã được thuê làm đạo diễn đơn vị 2 và 72 con ngựa đã được huấn luyện cho cảnh đua xe chariot. Tuy nhiên, ngày 11.3.1958 chính phủ Libya hủy bỏ giấy phép sản xuất phim này ở Lybia vì lý do tôn giáo, chỉ 1 tuần lễ trước khi tiến hành quay phim.
Việc sản xuất phim Ben-Hur đã sử dụng 300 cảnh dàn dựng rải rác trên 148 mẫu Anh (60 ha) và 9 sound stage (nơi thu âm). Phần lớn phim được quay tại phim trường Cinecittà. Vài cảnh dựng cho phim Quo Vadis từ năm 1951 vẫn còn, đã được tân trang để dùng cho phim Ben-Hur. Khi kết thúc sản xuất, đã sử dụng hết hơn 1.000.000 pound (450.000 kg) vữa và 40.000 foot khối (1.100 m3) gỗ xẻ. Đã phải mua sắm trên 100.000 trang phục, 1.000 bộ áo giáp, thuê 10.000 diễn viên phụ (làm vì) và mua hay thuê hàng trăm con lạc đà, lừa, ngựa và cừu. Nhà thiết kế thời trang Elizabeth Haffenden đã phải trông nom đội ngũ 100 thợ làm các tủ quần áo ngay từ 1 năm trước khi bắt đầu quay phim. Vải lụa đặc biệt được nhập cảng từ Thái Lan, áo giáp được làm ở Tây Đức, các hàng len được làm và thêu ở Anh cùng nhiều nước Nam Mỹ. Nhiều hàng da được ép nhũ bằng tay ở Anh, trong khi các thợ giày Ý làm giày và ủng. Đăng ten cho trang phục được mua từ Pháp và đồ nữ trang mua ở Thụy Sĩ. Có hơn 400 pound (180 kg) tóc do các phụ nữ ở vùng Piedmont của Ý tặng để làm tóc giả và râu giả, cùng 1.000 foot (300 m) đường ray được đặt để di chuyển giá đỡ máy quay phim (camera dolly). Một xưởng sử dụng 200 nghệ sĩ và thợ để làm hàng trăm diềm mũ cột cùng các tượng cần thiết. Một quán ăn tự phục vụ dành cho hơn 5.000 diễn viên phụ trong 20 phút cũng được xây dựng. Làng sơn cước Arcinazzo Romano, cách Roma 40 dặm (64 km), được dùng thay cho thành phố Nazareth. Các bãi biển gần Anzio cũng được sử dụng, và các hang động ngay phía nam thành phố Roma được dùng làm khu cư trú của những người phong hủi.
Cuốn phim cũng nhắm tuân thủ các chi tiết chính xác theo lịch sử. Hugh Gray, một sử gia nổi tiếng và là nhà nghiên cứu phim trường điện ảnh, đã được Zimbalist thuê làm cố vấn lịch sử cho phim. Các chi tiết nhỏ nhất về lịch sử đều chính xác. Wyler đã yêu cầu một giáo sư ở Đại học Jerusalem sao cho một phần "Các cuộn Kinh Thánh ở Biển Chết" để sử dụng trong một cảnh đòi phải có bản giấy da với chữ Hebrew trên đó.

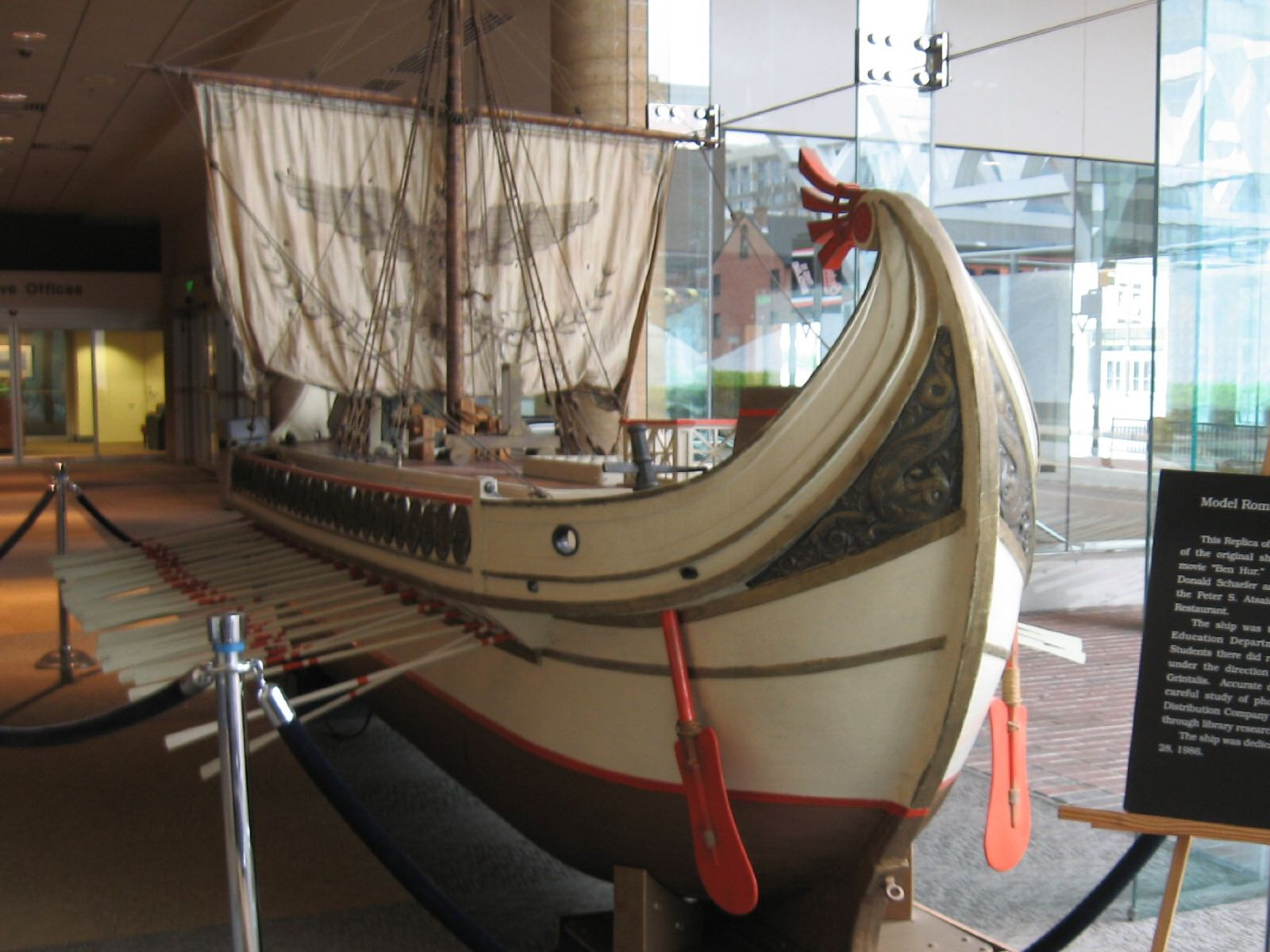
Một trong các mẫu thu nhỏ chiến thuyền 3 tầng chèo La Mã sử dụng trong phim Ben-Hur năm 1959.

Hơn 40 chiến thuyền chèo 3 tầng của La Mã thu nhỏ đã được sản xuất để dùng trong cảnh trận hải chiến, được quay ở phim trường hãng MGM tại Culver City, California. Được quay trong tháng 11 và 12 năm 1957, đây là một trong các cảnh quay đầu tiên của phim. Hai chiến thuyền galley dài 175 foot (53 m) đủ khả năng đi biển, được đóng dựa trên các sơ đồ của nhà bảo tàng Ý. Một hồ nhân tạo với trang thiết bị có thể tạo ra sóng cỡ như sóng biển đã được xây ở phim trường Cinecittà để thích ứng cho các chiến thuyền galley và thuyền cướp biển. Một phông cảnh đồ sộ - rộng 200 foot (61 m), cao 50 foot (15 m) - được sơn và dựng để giấu nền phông.
Dunning nói ông đã đạo diễn phần lớn các cảnh ở dưới boong tàu, trong đó có cảnh chiến thuyền chỉ huy của Quintus Arrius bị đâm thủng. Theo Dunning, để làm cho cảnh này đẫm máu hơn, ông đã tìm các diễn viên phụ người Ý vốn đã bị cụt chân hay tay, và cho hóa trang bằng xương và máu giả khiến cho họ trông có vẻ như bị mất tay hay chân thật trong trận chiến.
Dunning cũng nói rằng ông ta đã đạo diễn phần lớn cảnh quan trọng trong đó Quintus Arrius đối diện lần đầu với Judah Ben-Hur trên chiến thuyền galley, và đoạn tiếp theo trong đó Arrius cưỡng bách các tù nhân chèo thuyền phải chèo nhanh hơn. Ông nói, một số đoạn có lời thoại (trên thuyền) là do Wyler đạo diễn, nhưng đa số phần còn lại (kể cả phần chèo thuyền tốc độ cao) là do chính Dunning đạo diễn.
Một trong cảnh dựng lộng lẫy nhất là ở biệt thự của Quintus Arrius, trong đó có 45 vòi phun nước hoạt động với 8,9 dặm (14,3 km) ống dẫn. Các diễn viên làm vì trong bữa tiệc đều là những người khá giả ở Roma trong đó có nam tước phu nhân Lillian de Balzo (Hungary), công chúa Carmen de Hohenlohe (Tây Ban Nha), hoàng tử Cristian Hohenlohe (Tây Ban Nha), nữ bá tước Nona Medici (Ý), bá tước Marigliano del Monte (Ý), bá tước Santiago Oneto (Tây Ban Nha), bá tước Mario Rivoltella (Ý), hoàng tử Emanuele Ruspoli (Ý), hoàng tử Raimondo Ruspoli (Ý), và công chúa Irina Wassilchikoff (Nga). Để tái tạo các đường phố của thành phố Jerusalem cổ, đã phải lót đá tảng một diện tích đường rộng 0,5 dặm vuông Anh (1,3 km2), trong đó có Joppa Gate (cổng Joppa) cao 75 foot (23 m).
Các cảnh dựng (ở Roma) quá rộng lớn và nhìn rất thú vị nên đã trở thành nơi hấp dẫn du khách. Hàng giờ có các chuyến xe bus chở du khách tới tham quan. Các diễn viên như Harry Belafonte, Kirk Douglas, Susan Hayward, Audrey Hepburn, và Jack Palance đã ngừng lại ở Roma để xem việc sản xuất phim này. Các cảnh dàn dựng đồ sộ có thể nhìn thấy từ ngoại ô thành phố Roma, và hãng MGM ước tính có hơn 5.000 người đã tới xem các cảnh dàn dựng này. Khoảng 25.000 du khách khác đã dừng lại ở phim trường để xem tiến trình sản xuất phim.

## Cảnh đua xe chariot
Cảnh đua xe chariot trong phim Ben-Hur do Andrew Marton và Yakima Canutt đạo diễn. William Wyler đạo diễn cảnh "lộng lẫy" diễn ra trước cuộc đua, các cảnh đám đông vui mừng và các cảnh chiến thằng sau khi cuộc đua đã qua.

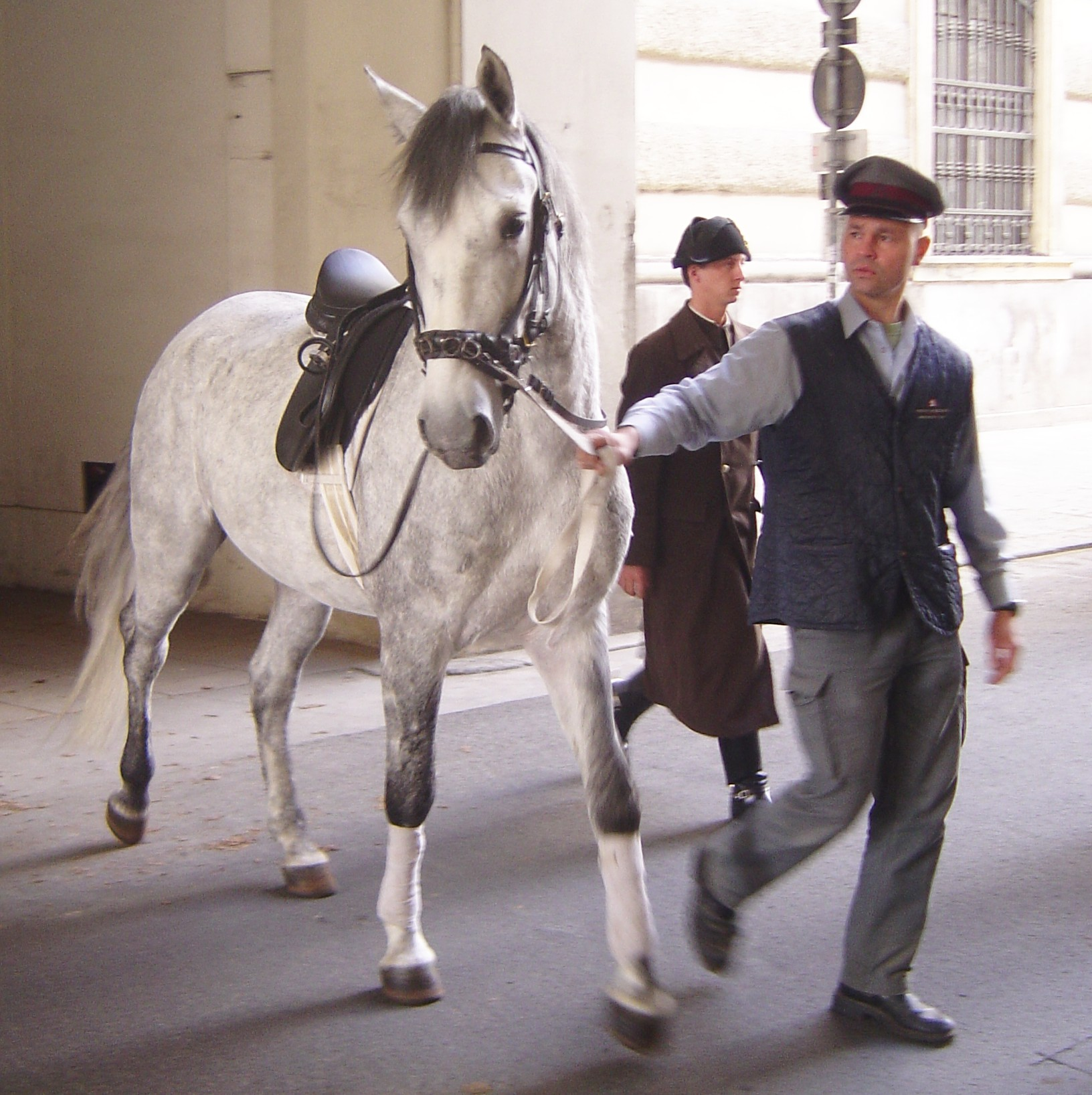
Các ngựa Lippizzan, được dùng cho các đội xe chariot trong phim Ben-Hur.

Khu vực đua xe chariot lấy mẫu theo trường đua lịch sử ở Jerusalem. Với diện tích 18 mẫu Anh (7,3 ha), đây là cảnh dàn dựng phim lớn nhất được dựng lên tính tới thời điểm đó. Trường đua này tốn hết 1 triệu dollar, do 1.000 công nhân làm việc hơn 1 năm để đục mỏ đá thành hình bầu dục. Đường đua gồm 1.500 foot (460 m) dài thẳng tắp và các khán đài cao 5 tầng. Hơn 250 dặm (400 km) ống kim loại được sử dụng để dựng lên các khán đài. Hơn 40.000 tấn Mỹ (36.000 t) cát được lấy từ các bãi biển Địa Trung Hải để trải đường đua.
Việc lập kế hoạch cho cuộc đua xe chariot đã mất gần một năm mới xong. 78 con ngựa đã được mua và nhập từ Nam Tư và Sicilia trong tháng 11 năm 1957, được nhà huấn luyện thú vật Hollywood Glenn Randall tập luyện để đạt điều kiện thể chất đỉnh cao để kéo xe quadriga (một xe chariot của đế quốc La Mã do 4 ngựa dàn hàng ngang kéo). Các con ngựa vùng Andalusia (Tây Ban Nha) đóng vai ngựa Ả Rập kéo xe chariot của Ben-Hur, trong khi các con ngựa kéo các xe đua chariot khác chủ yếu là ngựa Lipizzan (giống ngựa gốc Slovenia được nuôi tại trường dạy cưỡi ngựa Tây Ban Nha ở Vienne, Áo). Hãng Danesi Brothers được thuê đóng 18 xe chariot, mỗi xe nặng 900 pound (410 kg)., trong đó 9 xe được dùng cho việc luyện tập. Các diễn viên chính, diễn viên phụ và các người diễn xuất thay thế (stunt people) đã tập luyện 100 vòng trên trường đua để chuẩn bị cho việc quay chính thức. Do cuộc đua xe này được coi là quá nguy hiểm nên đã lập ra 1 bệnh xá 20 giường ở cạnh trường đua, do 2 bác sĩ và 2 y tá đảm nhiệm việc chữa trị nếu có người bị thương khi diễn xuất.
7.000 diễn viên làm vì đã được thuê đóng vai khán giả hoan hô trên các khán đài.
Nói chung, cảnh đua xe chariot đã phải quay trong 5 tuần lễ (cách quãng trong hơn 3 tháng) với chi phí tổng cộng là 1 triệu dollar. Hai ống kính 70mm mỗi cái trị giá 100.000 dollar Mỹ đã bị hư khi quay cận cảnh cuộc đua xe chariot

## Nhạc phim
Nhạc phim Ben-Hur được Sam Zimbalist thuê Miklós Rózsa - nhạc sĩ viết phần lớn nhạc cho phim sử thi của hãng MGM - sáng tác và điều khiển. Rózsa tiến hành nghiên cứu âm nhạc Hy Lạp và La Mã đương thời để mang lại cho nhạc phim của mình một âm thanh cổ xưa trong khi vẫn là âm nhạc hiện đại. Rózsa tự mình chỉ đạo dàn nhạc giao hưởng 100 người của hãng MGM trong 12 buổi thu âm (kéo dài hơn 72 giờ). Dải ghi âm đã được thâu bằng âm thanh nổi 6 kênh, dài hơn 3 giờ, khiến cho nó trở thành nhạc phẩm được sáng tác dài nhất cho một phim điện ảnh (tính tới năm 2001). Rózsa đã đoạt Giải Oscar cho nhạc phim hay nhất lần thứ ba về nhạc phim này. Tính tới năm 2001, đây là nhạc phim duy nhất trong thể loại phim sử thi thời cổ và trung cổ đoạt được giải Oscar. Cũng giống như hầu hết các phần nhạc thu vào phim, phần nhạc này đã được phát hành thành một album cho công chúng thưởng thức như một phần âm nhạc riêng. Nhưng vì nhạc phim này quá dài, nên nó đã được phát hành không ít hơn 3 đĩa LP. Nhạc phim Ben-Hur của Rózsa là nhạc phim đầu tiên không những được phát hành dưới dạng một tổng thể, mà còn được phát hành như một album riêng biệt. Nhạc phim Ben-Hur được coi là nhạc phim hay nhất trong sự nghiệp của Rózsa.

## Những khác biệt giữa tiểu thuyết và phim
Kịch bản có những khác biệt với tiểu thuyết nguyên thủy như: 
- Trong tiểu thuyết, Messala có một tình nhân tên Iras. Cô ta không xuất hiện trong phim này.
- Trong tiểu thuyết, Messala bị thương nặng nhưng không đến nỗi táng mạng trong cuộc đua xe chariot. Sau đó anh ta lập mưu giết Judah Ben-Hur,nhưng kế hoạch của anh ta bị thất bại. Phần kết tiểu thuyết cho biết là Iras đã giết Messala khoảng 5 năm sau cuộc đua xe chariot. Trong phim, Messala bị tai nạn khi đua xe chariot do chính mưu toan của anh ta tìm cách phá xe của Ben-Hur, và anh ta bị chết vì các vết thương trí mạng.
- Trong tiểu thuyết, Messala tiếp tục mưu hại Ben-Hur sau cuộc đua xe chariot. Ben-Hur giả chết và sử dụng của cải của người cha nuôi để lập ra một đạo quân trong hoang mạc. Trong phim không có đoạn này.
- Trong tiểu thuyết, cuộc đua xe chariot diễn ra ở Antioch, đúng với lịch sử vì Jerusalem không có trường đua. Trong phim thì cuộc đua xe chariot diễn ra tại Jerusalem.
- Trong tiểu thuyết, Ben-Hur cải theo Kitô giáo trước khi - chứ không phải sau khi - chúa Giêsu bị đóng đinh vào thập giá. Trong phim thì Ben-Hur theo Kitô giáo sau khi chúa Giê su bị đóng đinh vào thập giá.
- Trong tiểu thuyết, việc lành bệnh phong hủi của mẹ và em gái Ben-Hur xảy ra khi chúa Giêsu vác thập giá đi qua Jerusalem. Trong phim, việc lành bệnh này xảy ra sau khi chúa Giêsu đã chết, để nhấn mạnh cách mà "máu chúa Kitô" rửa sạch mọi tội lỗi thế gian.
- Trong tiểu thuyết, quan hệ giữa Quintus Arrius với Ben-Hur rất khác. Arrius quen biết cha của Ben-Hur. Ông cũng chết ít lâu sau khi nhận Ben-Hur làm con nuôi, chuyển gia tài và tước hiệu của mình cho Ben-Hur trước khi chàng trở lại Jerusalem. Trong phim, bỏ mọi quan hệ đã có từ trước giữa Arrius và gia đình Ben-Hur, cũng không đề cập tới cái chết của Arrius.
- Tiểu thuyết kết thúc khoảng 30 năm sau cuộc đua xe chariot, bằng việc gia đình Ben-Hur sinh sống ở Misenum, Ý. Trong khi ở Antioch, Ben-Hur được biết rằng Sheik Ilderim đã di chúc cho mình một khoản tiền lớn. Khoảng cùng thời gian đó, anh được biết việc bách hại các Kitô hữu ở Roma bởi hoàng đế Nero. Sau đó, Ben-Hur giúp lập ra hang toại đạo San Callisto để hỗ trợ cộng đồng Kitô hữu. Trong phim không có cảnh Ilderim đã chết, và phim chấm dứt hầu như ngay sau việc đóng đinh chúa Giêsu.

## Thu nhập
Phim được chiếu ra mắt ở rạp chiếu bóng Loew tại thành phố New York ngày 18.11.1959. Hiện diện trong buổi chiếu ra mắt này có William Wyler, Charlton Heston, Stephen Boyd, Haya Harareet, Martha Scott, Ramon Novarro (người từng đóng vai Judah Ben-Hur trong phiên bản phim câm năm 1925), Spyros Skouras (chủ tịch hãng 20th Century Fox), Barney Balaban (chủ tịch hãng Paramount Pictures), Jack Warner (chủ tịch hãng Warner Bros.), Leonard Goldenson (chủ tịch hãng American Broadcasting Company), Moss Hart (kịch tác gia), Robert Kintner (ủy viên Ban quản trị hãng truyền hình ABC), Sidney Kingsley (kịch tác gia), và Adolph Zukor (người sáng lập hãng Paramount Pictures). Phim Ben-Hur đã thu được 74,7 triệu dollar tiền bán vé trong nước và 72,2 triệu dollar trên thị trường quốc tế trong đợt phát hành đầu tiên. Đây là bộ phim có doanh thu nhanh nhất, cũng là phim có doanh thu cao nhất năm 1959, và đã cứu hãng MGM thoát khỏi tai họa tài chính. Phim này mang lại cho hãng MGM 19,5 triệu dollar lợi nhuận trong đợt phát hành đầu tiên, và 10,1 triệu dollar trong đợt tái phát hành năm 1969. Nó được xếp hạng thứ 9 trong danh sách các phim kiếm được nhiều tiền nhất tính tới năm 1975.

## Phê bình, đánh giá
Ben-Hur đã nhận được đánh giá rất tích cực khi phát hành. Bosley Crowther, viết cho tờ New York Times, gọi Ben-Hur là "một bi kịch con người hấp dẫn và rất thông minh". Trong khi ca ngợi việc diễn xuất và sự đạo diễn chặt chẽ của William Wyler, Crowther cũng rất ca ngợi cảnh đua xe chariot: "Hiếm có cái gì đó trong điện ảnh có thể so sánh với cảnh đua xe chariot trong phim này. Đó là một phức cảm sửng sốt của cảnh dựng hùng vĩ, hành động ly kỳ của người và ngựa, việc quan sát toàn cảnh và việc sử dụng quá nhiều âm thanh gây ấn tượng mạnh". Jack Gaver, viết cho thông tấn xã UPI, cũng ca ngợi việc diễn xuất, gọi phim này đầy "những cảnh thực sự nồng nhiệt, sôi nổi và những cảnh mật thiết được diễn xuất tuyệt vời". Philip K. Scheuer của tờ Los Angeles Times gọi phim này là "lộng lẫy, truyền cảm, kinh hoàng, mê hoặc, và mọi tính từ khác mà bạn đã đọc về nó". Ông ta cũng gọi việc biên tập là "thành thạo nói chung" mặc dù đôi khi đột ngột. Ronald Holloway, viết cho tạp chí Variety, gọi phim Ben-Hur là "một thành tựu hoành tráng, thể hiện một pha trộn tuyệt vời của nghệ thuật điện ảnh bởi các người điêu luyện bậc thầy", và kết luận rằng phim "Cuốn theo chiều gió", phim vô địch về tổng thu nhập của chính hãng MGM từ trước tới nay, cuối cùng sẽ phải đứng sau phim này". Cuộc đua xe chariot "có thể sẽ được bảo quản trong kho lưu trữ phim như mẫu tốt nhất của việc sử dụng máy quay phim điện ảnh để thâu một cảnh hành động. Cuộc đua xe, do Andrew Marton và Canutt Yakima đạo diễn, đưa ra khoảng 40 phút hưng phấn sởn tóc gáy mà khán giả xem phim này đã từng chứng kiến". Tuy nhiên cũng có vài phê bình: Crowther cảm thấy phim này quá dài. Scheuer cảm thấy sai lầm lớn nhất của bộ phim là quá "cường điệu", và rằng nó nhấn mạnh các điểm, quá lâu sau khi chúng đã được thực hiện xong. Ông chỉ ra (ví dụ) cảnh chèo thuyền galley, chặng đường Chúa Giêsu đi đến nơi đóng đinh trên thập tự giá, gần như tất cả các cảnh liên quan đến những người phong hủi. Ông cũng chỉ trích nhẹ Charlton Heston vì tỏ ra hấp dẫn về thể xác nhiều hơn tình cảm.
Cũng có những đánh giá tiêu cực. John McCarten của tờ The New Yorker chỉ trích phim này mạnh mẽ. Ông đặc biệt chỉ trích Heston là "nói tiếng Anh như thể anh ta học từ các đĩa thâu âm". Ngay cả William Wyler sau đó trong chỗ riêng tư cũng thừa nhận là ông thất vọng với cách diễn xuất của Heston. Nhà phê bình phim Dwight Macdonald cũng đánh giá phim này khá tiêu cực. Ông thấy rằng bộ phim này không lôi cuốn và kéo dài mà ông nói "Tôi cảm thấy giống như một người lái xe bị mắc kẹt tại một ngã tư có đường xe lửa băng qua trong khi một chuyến xe lửa dài vận chuyển hàng hóa lăn từ từ qua". Nhà phê bình phim người Anh John Pym, viết cho công ty xuất bản Time Out (ở London), cho là phim ít giá trị, gọi đó là "bài học 4 giờ trường Chủ Nhật". Nhiều nhà phê bình phim người Pháp và Hoa Kỳ - những người tin vào auteur theory của việc làm phim - xem phim này như một sự xác nhận niềm tin của họ rằng William Wyler "chỉ đơn thuần là một người thành thạo thương mại" hơn là một nghệ sĩ nghiêm chỉnh.

## Giải thưởng và Vinh dự
Ben-Hur được đề cử 12 giải Oscar và đã đoạt kỷ lục 11 giải này. Cho tới năm 2011, chỉ có phim Titanic năm 1998 và phim The Lord of the Rings: The Return of the King năm 2004 là cũng đoạt 11 giải Oscar như phim Ben-Hur. Thể loại đề cử duy nhất mà phim Ben-Hur không đoạt giải là Giải Oscar cho kịch bản chuyển thể xuất sắc nhất, và phần lớn các nhà quan sát cho rằng lý do là tại việc tranh cãi về ghi tên người viết kịch bản chuyển thể.
- Giải Oscar cho phim xuất sắc nhất
- Giải Oscar cho đạo diễn xuất sắc nhất (cho William Wyler)
- Giải Oscar cho nam diễn viên chính xuất sắc nhất (cho Charlton Heston)
- Giải Oscar cho nam diễn viên phụ xuất sắc nhất (cho Hugh Griffith)
- Giải Oscar cho chỉ đạo nghệ thuật xuất sắc nhất (cho Edward C. Carfagno, William A. Horning, và Hugh Hunt)
- Giải Oscar cho quay phim xuất sắc nhất
- Giải Oscar cho thiết kế trang phục
- Giải Oscar cho hiệu ứng nhìn tốt nhất
- Giải Oscar cho biên tập (cho John D. Dunning và Ralph E. Winters)
- Giải Oscar cho nhạc phim hay nhất
- Giải Oscar cho hòa âm hay nhất (cho Franklin Milton)
- Tháng 3 năm 1960 hãng MGM và hãng Panavision cùng đoạt chung Giải Oscar kỹ thuật đặc biệt cho việc triển khai phương pháp chụp hình bằng máy quay phim 65.[128]
- Giải Quả cầu vàng cho phim chính kịch hay nhất
- Giải Quả cầu vàng cho đạo diễn xuất sắc nhất
- Giải Quả cầu vàng cho nam diễn viên điện ảnh phụ xuất sắc nhất cho Stephen Boyd — và đoạt "Giải thành tựu đặc biệt"(cho Andrew Marton về việc đạo diễn cảnh đua xe chariot).[129]
- Heston được đề cử cho Giải Quả cầu vàng cho nam diễn viên phim chính kịch xuất sắc nhất (nhưng không đoạt giải).
- Giải của Viện hàn lâm điện ảnh Anh cho phim xuất sắc nhất (1960),[130]
- Giải của Hội phê bình phim New York cho phim hay nhất (1959),[131]
- Giải của Nghiệp đoàn đạo diễn Hoa Kỳ cho việc đạo diễn phim truyện xuất sắc nhất (Directors Guild of America Award for Outstanding Directing – Feature Film).[132]

Ben-Hur cũng xuất hiện trên một số danh sách "…xuất sắc nhất" do Viện phim Mỹ, một tổ chức độc lập phi lợi nhuận do Quỹ Hỗ trợ Nghệ thuật Quốc gia Hoa Kỳ lập ra năm 1967. "AFI 100 Years... series" được thành lập bởi các ban giám khảo gồm trên 1.500 nghệ sĩ, học giả, nhà phê bình và những người nghiên cứu lịch sử, bằng việc chọn lựa các phim dựa trên tính được ưa chuộng của bộ phim theo thời gian, ý nghĩa lịch sử, và tác động văn hóa. Ben-Hur xuất hiện trên các danh sách sau:
- Danh sách 100 phim hay nhất của Viện phim Mỹ — #72
- Danh sách 100 phim rùng rợn và ly kỳ của Viện phim Mỹ — #49
- Danh sách 100 năm nhạc phim của Viện phim Mỹ — #21
- Danh sách 100 phim truyền cảm hứng của Viện phim Mỹ — #56
- AFI's 100 Years... 100 Movies (10th Anniversary Edition) — #100 (Danh sách 100 phim…100 năm của Viện phim Mỹ (Ấn bản đệ thập chu niên)
- Danh sách 10 phim hay nhất thuộc 10 thể loại của Viện phim Mỹ — #2 Phim sử thi
- Năm 2004, Ban bảo tồn phim quốc gia đã chọn đưa phim Ben-Hur vào bảo tồn ở Viện lưu trữ phim quốc gia (Hoa Kỳ) vì là phim điện ảnh "có ý nghĩa quan trọng về văn hóa, lịch sử, hoặc thẩm mỹ".[133]

## Phát sóng truyền hình và phát hành video, DVD
Phim Ben-Hur được chiếu trên truyền hình đầu tiên là ngày chúa nhật 14.2.1971. Cuộc phát sóng kéo dài hơn 5 giờ liền trong một buổi tối, được 85,82 triệu người xem, cho một đánh giá trung bình là 37,1. Đây là phim chiếu trên truyền hình được đánh giá cao thứ nhì tính tới thời điểm đó (sau buổi chiếu ra mắt phim Cầu sông Kwai trên truyền hình).
Ben-Hur được phát hành trên băng video trong vài dịp. Các lần phát hành gần đây là trên đĩa DVD và Blu-ray Disc. Một đĩa đơn 2 mặt màn ảnh rộng phát hành ở Hoa Kỳ ngày 13.3.2001. Bản phát hành này bao gồm vài mục nhỏ, trong đó có cả một bình luận của Charlton Heston, được dùng làm tài liệu (thực hiện cho một đĩa Laser phát hành vào năm 1993), các kiểm tra màn hình, và một thư viện ảnh. Bản này được phát hành ngay sau đó dưới dạng bộ 2 đĩa ở những nước khác. Phim được phát hành trên bộ DVD khác vào ngày 13.9.2005, gồm 4 đĩa trong đó hình ảnh và âm thanh được nâng cao chất lượng, thêm một bình luận, thêm 2 mục nhỏ, và một phiên bản đầy đủ của phim câm Ben-Hur năm 1925. Một "ấn bản sang trọng" đặt trong hộp, phát hành tại Mỹ vào năm 2002, trong đó có các bản in lại theo kích thước tấm bưu thiếp của những "lobby card" (giống bản áp phích, nhưng nhỏ hơn), các ảnh trích từ phim kích thước như bưu thiếp màu đen trắng với chữ ký của các diễn viên sao chép bằng máy, một ảnh màu từ phim lồng khung kính mờ với một khung phim 35mm gắn bên dưới và một bản áp phích phim sao lại kích thước 27 nhân 40 inch (69 nhân 102 cm).
Năm 2011, công ty Warner Home Video phát hành một ấn bản kỷ niệm 50 năm trên Blu-ray Disc. Hình của phim và dải âm thanh cũng lại được tăng cường chất lượng.